# Большой босс Шанхая
«Большой босс Шанхая» (иер. трад. 上海灘大亨, упр. 上海滩大亨, кант.-рус.: Сён Хой тхань тай хан, англ. Big Boss of Shanghai) — гонконгский фильм с боевыми искусствами режиссёра Чэнь Гуаньтая. Премьера состоялась 22 ноября 1979 года.

## Сюжет
Однажды, Вон и Чён случайно убили одного из бандитов. Они сбегают в Шанхай. Процветание Шанхая было шоком для них, Вон решил сделать себе карьеру в этом городе. Благодаря его мудрости и навыкам в боевых искусствах многие гангстеры стали его последователями. Он стал уважаемым крупным боссом Шанхая. Тем временем Чён начал завидовать растущей мощи Вона и, несмотря на их отношения, захотел разойтись. Тао, который был побеждён Воном, убедил Чёна пойти к другому боссу Ламу Киньси. Лам решил устранить Вона из-за его растущей силы. После разборки Вон вышел победителем и заслужил право быть единственным крупным боссом Шанхая.

## В ролях
| Актёр          | Роль            |
| -------------- | --------------- |
| Чэнь Гуаньтай  | Вон Чёньюн      |
| Джимми Лун Фон | Чён Фусум       |
| Чэнь Син       | босс Лам Киньси |
| Чжэн Канъе     | Чхёй Асам       |
| Чэнь Хуэйлоу   | Тао Акунь       |
| Сунь Лань      | друг Асама      |
| Ши Чжунтянь    | босс Ван Хун    |
| Чжэн Фусюн     | Вон Лаосай      |
| Ван Тайлан     |                 |
| Ши Тингэнь     | человек Лама    |
| Лэй Хоу        | босс Фань Атхоу |

## Съёмочная группа
- Кинокомпания: Lo Wei Motion Picture Co., Datsun International Film Co.
- Продюсер: Сюй Лихуа
- Исполнительный продюсер: Ло Вэй
- Режиссёр: Чэнь Гуаньтай
- Ассистент режиссёра: Ли Ляньмао
- Постановка боёв: Чань Саучун, Чань Мукчхюнь
- Художник-постановщик: Лоу Киньмин
- Оператор: Сунь Цайсу
- Монтажёр: Винсент Лён
- Гримёр: Чён Юкфун
- Дизайнер по костюмам: Фун Ойчхау

## Технические данные
- Язык: кантонский
- Продолжительность: 94 мин
- Изображение: цветной
- Плёнка: 35 мм.
- Формат: 2,35:1.
- Звук: моно

## Восприятие
Создатели книги The Encyclopedia of Martial Arts Movies оценивают кинофильм в две с половиной звезды из четырёх и резюмируют, что «это, по-видимому, фильм семидесятых, и он не так плох для того времени, хотя боевые искусства скучны, и кинофильму не хватает эмоций».